# Constitución de Mauritania
La Constitución de Mauritania denomina al país como República islámica bajo un sistema presidencialista y fue aprobada en referéndum el 12 de julio de 1991. La Constitución fue reformada en junio de 2006 y en agosto de 2008.

## Antecedentes
La primera Constitución en Mauritania fue aprobada el 20 de mayo de 1961 y se mantuvo en vigor hasta el golpe de Estado de 1978. Desde ese año hasta 1991, los sucesivos gobiernos militares aprobaron textos constitucionales o reformas de corta duración, sin tener en ningún caso más interés que legitimar cada nuevo régimen. No fue hasta 1991 que se realizó un nuevo texto sobre la base de la Constitución francesa de 1958 -en el que también estaba basado el texto de 1961-, declarando a Mauritania como República islámica y permaneciendo en vigor hasta el golpe de Estado de 2005 que depuso a Maaouya Ould Sid'Ahmed Taya y estableció una Junta Militar, autodenominada Consejo Militar para la Justicia y la Democracia.
El nuevo régimen manifestó querer establecer un proceso democrático de transición y aprobar un nuevo texto constitucional. A pesar de las dudas iniciales de la comunidad internacional, que llegó a sospechar vínculos islamistas del nuevo régimen, los acuerdos llevados a término entre el régimen mauritano con el Club de Madrid, la Unión Europea y las Naciones Unidas, como más significativos, permitió el desarrollo de una transición democrática pactada que, como primer paso, elaboró y aprobó, mediante referéndum supervisado por la comunidad internacional el 26 de junio de 2006, un nuevo texto que establece un sistema democrático pluripartidista y que pretendía los siguientes objetivos: se limitó al Presidente a dos mandatos consecutivos, estableciendo la imposibilidad de un tercer mandato; se redujo el tiempo de cada periodo presidencial de siete a cinco años y se impuso como límite de edad del Presidente 75 años, pasando a 95 el número de escaños de la Asamblea Nacional. Al mismo tiempo, se impedía a los miembros de la Junta Militar presentarse a las elecciones presidenciales.
El referéndum contó con el apoyo del 66,94 de los votos populares. El proceso se completó con las elecciones parlamentarias de 2006 y las elecciones presidenciales de 2007, aunque el golpe de Estado de 2008 volvió a significar un nuevo cambio constitucional limitado a conceder poderes de jefe de Estado a la Junta militar.

## Poder político
La constitución establecía que el Presidente de la República era elegido por sufragio universal para un periodo de seis años y ostentaba la Jefatura del Estado, así como parte del poder ejecutivo, compartido con el primer ministro a quien elige. Desde el golpe de Estado de 2008, las funciones del Presidente son ejercidas por el Alto Consejo de Estado.
El poder legislativo está basado en un sistema bicameral, residiendo en una Asamblea Nacional y un Senado. La Asamblea Nacional está integrada por 95 diputados, elegidos por sufragio universal y directo por un periodo de cinco años. Tiene poder sobre el ejecutivo a través de la moción de censura y la cuestión de confianza. El Senado está formado por 56 miembros, elegidos entre un grupo de posibles candidatos y se renueva por tercios cada dos años. El presidente del Senado sustituye en la Jefatura del Estado al Presidente de la República.
Se establece una Corte Constitucional, integrada por seis miembros durante un periodo de nueve años, sin posibilidad de reelección. La renovación se realiza por tercios cada tres años. Además de las funciones propias de otros Tribunales Constitucionales, como poder establecer la no constitucionalidad de las normas jurídicas, y mantener la defensa de los derechos fundamentales, la Corte Constitucional es la encargada de la vigilancia en la limpieza y ajuste a las normas de los procesos electorales.

## Derechos
La constitución garantiza los derechos fundamentales como la libertad de expresión, la libertad de pensamiento, el derecho de los ciudadanos a constituir asociaciones para la defensa de sus intereses y organizar partidos políticos. Por su parte, el Estado se adhiere formalmente a realizar una interpretación de los derechos fundamentales, de conformidad con la Declaración Universal de los Derechos Humanos.
No obstante, el Estado se declara islámico, aunque se garantiza el respeto y la posibilidad de práctica al resto de las confesiones religiosas.

## Decreto de reforma constitucional tras el golpe de Estado de 2008
Para legitimar su actuación, el 11 de agosto de 2008, el Alto Consejo de Estado (Junta militar) que depuso al Presidente Abdallahi en un golpe de Estado en agosto de ese año, emitió un decreto de reforma constitucional destinado a establecer las estructuras de gobierno del país e iniciar los mecanismos electorales.
El decreto estableció:
1. El Alto Consejo de Estado ejercerá las funciones de la Presidencia de la República y el gobierno del país por tiempo no determinado, con el apoyo de las Fuerzas Armadas y de seguridad.
2. Se pone fin al mandato y las facultades del Presidente de la República que estaban reconocidas desde el 19 de abril de 2007.
3. Los miembros del Alto Consejo son nombrados por orden del Alto Consejo de Estado.
4. El Alto Consejo de Estado, además de otras, asume las facultades del Presidente de la República consagradas en los artículos 23 a 39 de la Constitución de 1991.
5. El presidente del Consejo, Mohamed Uld Abdelaziz, nombrará al presidente del Consejo de Ministros y los ministros, y representa, en nombre del Consejo y bajo sus instrucciones, la Presidencia de la República en todas las instituciones, respondiendo de su actuación ante el Alto Consejo de Estado.
6. El primer ministro y los ministros cesan por orden del presidente del Alto Consejo de Estado, ante quien responden de su actuación.
7. El resto de órganos del Estado seguirán con su funcionamiento habitual, si bien, si el funcionamiento del parlamento se ve obstaculizado, el Alto Consejo de Estado promulgara una orden para establecer de las medidas legislativas necesarias que garanticen la continuidad del gobierno y la garantía de la libertad y la transparencia de las elecciones presidenciales previstas.
8. Se celebraran elecciones (sin precisar si serán generales, presidenciales o ambas) en un plazo breve de tiempo.
9. El presente decreto modifica, en lo que sea preciso y lo contradiga, la Constitución de 1991.